# José María Vértiz
José María Vértiz y Delgado (Ciudad de México, 10 de julio de 1812 - Ciudad de México, 25 de marzo de 1876) fue un médico oftalmólogo mexicano.

## Biografía
Fue hijo de Francisco Xavier de Vértiz y nieto de Pedro de Vértiz, el transportista de la Corona. Realizó estudios de gramática y de filosofía en Santiago de Querétaro. En 1831 comenzó a estudiar medicina, en 1835 obtuvo el título de médico en la Escuela de Cirugía y en 1836 el de profesor en cirugía en el Establecimiento de Ciencias Médicas.  Viajó a Francia en donde se especializó en oftalmología.
Impartió clases de medicina operatoria. Fue director interino de la Escuela de Medicina en 1868. Ejerció su profesión en el Hospital de San Andrés, en el Hospital de Pobres y en el Hospital de Jesús, del que fue director. Practicó más de un centenar de operaciones de cataratas. Fue socio fundador de la Academia Nacional de Medicina de México. Fue pionero en el tratamiento de abscesos hepáticos por el método de canalización.
En 1871 fue víctima de una trombosis cerebral que le provocó hemiplejía y afasia. Murió el 25 de marzo de 1876 en el barrio de Tacubaya.  Una importante avenida de la Ciudad de México fue bautizada en su honor.